# Černá polévka (Sparta)
Černá polévka (μέλας ζωμός melas zomós) byla ve starověké Spartě polévka z vepřového masa a krve ochucená solí a octem.
Přesný recept se sice nedochoval, nicméně i tak jde o jediné dobře doložené jídlo staré Sparty. Šlo o hlavní denní jídlo podávané vojákům, přičemž dobové zprávy (píše Plútarchos v Životě Lykúrgově) dokládají, že se mělo jednat spíše o jídlo vydatné než chutné.